# Langbo Kangri
Der Langbo Kangri (auch Langpo Kangri) ist ein 6648 m hoher Berg im nördlichen Ganesh Himal an der nepalesisch-tibetischen Grenze.
Der Langbo Kangri liegt 12,17 km nordnordöstlich vom Yangra Kangri (Ganesh I), mit welchem er über einen Berggrat verbunden ist. Die Schartenhöhe beträgt 1474 m. 3,88 km weiter nördlich erhebt sich der 6177 m hohe Pashuwo. Der Langbo Kangri liegt an der Wasserscheide zwischen dem Budhigandaki im Westen und dem Oberlauf der Trishuli im Osten.
Westlich des Langbo Kangri verläuft das obere Tsum-Tal.